# Emma Moretto
Emma Moretto, née au XIXe siècle à Venise, est une peintre italienne, active dans la peinture de paysages de Venise et de vedute.

## Biographie
Emma Moretto naît au XIXe siècle à Venise.
En 1877 à Naples elle expose : Abbaye de San Gregorio à Venise; en 1880 à Turin, Canale della Giudecca, et un autreCanale di San Giorgio. À l'Exposition nationale de Milan de 1881, Tramonto e Marina; et en 1883 à Rome : Gita nella Laguna. D'autres œuvres: une gondole; À San Marco; Verso la riva; Canal grande et Mattino nel mare,.